# Кызлас
Кызла́с — село в Аскизском районе Хакасии.

## География
Находится в 60 км к юго-западу от райцентра — села Аскиз. Расстояние до ближайшей железнодорожной станции Аскиз — 30 км.

## Население
| 2002 | 2010  |
| ---- | ----- |
| 1114 | ↘1036 |

Число хозяйств — 430, население 1113 человек, в основном хакасы, а также русские, немцы.

## Инфраструктура
На территории населённого пункта находятся коллективное сельскохозяйственное предприятие «Кызлас», лесничество Бирикчульского мехлесхоза, потребительское общество, участковая больница, средняя общеобразовательная школа, детская музыкальная школа, Кызласский детский сад «Куничек», кафе.

## Топографические карты
- Лист карты N-45-108 Вершина  Теи. Масштаб: 1 : 100 000. Состояние местности на 1989 год. Издание 1992 г.